# (9039) 1990 WB4
1990 دابليو بي 4 (ويعرف أيضًا باسم (9039) 1990 دابليو بي 4 وفق تسمية الكوكب الصغير) (بالإنجليزية: 1990 WB4)‏ هو كويكب ضمن حزام الكويكبات؛ وترتيبه 9039 من حيث الاكتشاف.
اكتُشف هذا الجُرم الفلكي بواسطة Toshimasa Furuta ‏ في 16 نوفمبر 1990.

## وصلات خارجية
- (9039) 1990 WB4 في قاعدة بيانات مختبر الدفع النفاث لأجرام النظام الشمسي الصغيرة

- الاكتشاف · مخطط المدار ·  العناصر المدارية · المعلمات المادية

- (9039) 1990 WB4 على موقع ويكي سكاي: DSS2, SDSS, GALEX, IRAS, Hydrogen α, X-Ray, Astrophoto, Sky Map, Articles and images